# رید ایم تسیلرتال
راید ایم زیلرتال (به آلمانی: Ried im Zillertal) یک منطقهٔ مسکونی در اتریش است که در شواس واقع شده‌است. راید ایم زیلرتال ۹٫۴۶ کیلومتر مربع مساحت دارد ۵۷۳ متر بالاتر از سطح دریا واقع شده‌است.